# Final Fantasy V
Final Fantasy V (OT: jap. ファイナルファンタジーV, Fainaru Fantajī Faibu) ist der fünfte Teil der Final-Fantasy-Videospielserie.
In Japan wurde es am 6. Dezember 1992 veröffentlicht.

## Handlung
Der Plot von Final Fantasy V dreht sich um fünf Helden – den Abenteurer Bartz Klauser (in Japan Butz), die Prinzessin Lenna Charlotte Tycoon, die Piratin Faris Scherwiz, den alten Mann Galuf Halm Baldesion, der sein Gedächtnis verloren hat, sowie dessen Enkelin Krile Maia Baldesion (in Japan Kururu), die mit Drachen und Mogrys sprechen kann. Die Helden versuchen zu verhindern, dass die vier Kristalle zerbrechen, die für die einzelnen Elemente Feuer, Erde, Luft und Wasser stehen. Durch das Zerbrechen der Kristalle gerät nicht nur das jeweilige Element außer Kontrolle. Auch das Siegel, welches den Hauptantagonisten gefangen hält, den bösen Zauberer Exdeath, wird zerstört.
Im Verlauf des Spiels gelingt es nicht, Exdeaths Rückkehr zu verhindern. Mittlerweile hat sich herausgestellt, dass sowohl Exdeath als auch Galuf aus einer anderen Welt stammen. Die Gruppe wechselt nun in diese andere Welt über und versucht, Exdeath aufzuhalten, wobei es mehrmals zum Kampf mit seinem Handlanger Gilgamesch kommt. Es gelingt den Protagonisten jedoch nicht, Exdeath von seinem Vorhaben abzuhalten: Auch die Kristalle in der zweiten Welt zerbrechen und Galuf stirbt. An seiner statt schließt sich Galufs Enkelin Krile an und beide Welten verschmelzen zu einer.
Es stellt sich heraus, dass die Menschen vor langer Zeit die Macht des Nichts bekämpften. Um diese zu bannen, teilten sie die Kristalle entzwei, die die Welt beschützen. So wurde die Welt in zwei parallele Hälften geteilt. Exdeath stellt den ursprünglichen Zustand wieder her. Sein wahres Ziel ist es, in den interdimensionalen Riss zu gehen, den Raum zwischen beiden Welten, wo das Nichts versiegelt ist. Dieses will er sich untertan machen und die zahlreichen Monster, die sich im interdimensionalen Riss aufhalten, auf die Welt loslassen. Höhepunkt des Spiels ist folglich die Landung in diesem interdimensionalen Riss, wo es zur finalen Konfrontation mit Exdeath kommt, der das Nichts für sich nutzt, bevor es ihn selbst verschlingt und in seiner wahren Form Neo-Exdeath die Helden bekämpft, einer Fusion 500 Jahre alter Seelen, welche von einem heiligen Baum Besitz ergriffen und dadurch letztendlich erst zu Exdeath wurden.

## Spielprinzip und Technik
Final Fantasy V besticht vor allem mit seinem durchdachten Spielsystem: Die Viererparty kann aus 25 verschiedenen Berufsklassen wählen und dadurch erlernte Fähigkeiten kombinieren. Ein Heiler mit Kung-Fu-Kenntnissen ist ebenso möglich wie eine gerüstete Tänzerin. Dieses Job-System macht das Spiel anspruchsvoller als das anderer Episoden, gleichzeitig aber auch weitaus flexibler.
In Final Fantasy V wurde, wie im Vorgänger Final Fantasy IV, das Active Time Battle System verwendet, das in allen Nachfolgern bis hin zu Final Fantasy IX zum Einsatz kommt. Außerdem taucht in Final Fantasy V zum ersten Mal die Figur Gilgamesch auf, die auch in den Teilen VI, VIII, XI, XII, XIV und verschiedenen Game-Boy-Advance-Remakes früherer Teile einen mehr oder weniger umfangreichen Gastauftritt erhält.
In Final Fantasy V hat man außerdem begonnen, die Dungeons mit Rätseln zu versehen, indem durch Schalter oder Bodenplatten Durchgänge geschaffen oder Türen geöffnet werden. Das Durchspielen der einzelnen Höhlen, Türme usw. ist dadurch abwechslungsreicher geworden als noch in Teil IV.
In Final Fantasy V gibt es erstmals zwei optionale, aber sehr schwere Endgegner (Omega und Shinryu). Solche Bosse gibt es auch in späteren Teilen auf anderen Systemen. Sie stellen keine notwendigen Kämpfe dar und ihr Besiegen wird auch nicht belohnt, aber sie sind Prüfungen, denen sich Profi-Spieler stellen können. In Final Fantasy VII beispielsweise werden sie als Weapons bezeichnet.
In der GBA-Version wurden außerdem weitere Dinge hinzugefügt: vier neue Berufe, ein gewaltiger optionaler Dungeon mit vielen Zusatzbossen, neuen Versionen von Omega und Shinryu: Omega MKII und Neo Shinryu. Außerdem warten dort weitere Superwaffen, die Rüstung mit dem höchsten Verteidigungswert im Spiel und ähnliches. Am Ende des Dungeons wartet noch das wirkliche Nichts mit Namen Enuo auf die Gruppe.

## Produktionsnotizen
Eine offizielle US-Version war unter dem Namen Final Fantasy Extreme geplant, ist jedoch nie erschienen. Außerhalb Japans erschien es erst 1999 in einer technisch minderwertigen Fassung als Teil der Final Fantasy Anthology für die PlayStation, die unter einer schlechten Lokalisation und langen Ladezeiten litt; darüber hinaus existiert im Internet eine inoffizielle Übersetzung des SNES-Spiels in englischer Sprache, die sprachlich stärker an das Original angelehnt ist als die vergleichsweise schwache offizielle Version. In Japan erschien im Oktober 2006 ein von der Firma TOSE programmiertes Remake für den Game Boy Advance, in der ersten Woche verkauften sich 124.840 Stück. Die im selben Jahr erschienene US-Version bietet eine komplett neue Übersetzung, die die Unzulänglichkeiten der vorherigen Übersetzung korrigiert. Im April 2007 erschien die lokalisierte europäische Fassung. Am 24. September 2015 erschien des Weiteren ein Remake des Klassikers für den PC mit verbesserter Grafik und weiteren Jobs.

## Rezeption
In Japan verkaufte sich das Spiel in den ersten zwei Monaten (Dezember 1992 – Januar 1993) zwei Millionen Mal. 1994 erschien in Japan der Anime Final Fantasy, dessen Handlung 200 Jahre nach der von Final Fantasy V spielt.